# Glyoxime
Glyoxime of glyoxaaldioxime is een oxime afgeleid van glyoxaal, met als brutoformule C2H4N2O2.

## Synthese
Glyoxime wordt gevormd door de reactie van glyoxaal met een zout van hydroxylamine, zoals hydroxylammoniumsulfaat.

## Toepassingen
Glyoxime wordt gebruikt als plantenbeschermingsmiddel. In 1961 verkreeg DuPont een octrooi voor het gebruik van glyoxime als middel voor de bescherming van zaden van maïs, katoen, sojabonen en dergelijke tegen infecties.
Verder wordt het als plantengroeiregelaar ingezet. Glyoxime (of zouten ervan) op citrusbomen spuiten, maakt de citrusvruchten los voor de mechanische pluk. De werking is het gevolg van het vrijkomen van etheen tijdens de afbraak van de verbinding.

## Toxicologie en veiligheid
Droog glyoxime is schokgevoelig en kan exploderen. De energie die daarbij vrijkomt is iets hoger dan bij TNT. Het kan ook exploderen als het gedurende langere tijd in een gesloten ruimte blootgesteld wordt aan temperaturen boven 100 °C.